# Teresa de Giuli Borsi
Teresa De Giuli Borsi, nascuda Maria Teresa Pippeo, (26 d'octubre de 1817 - 18 de novembre de 1877) fou una cantant d'òpera italiana que va sobresortir com a soprano dramàtica al repertori de mitjan segle xix. Era considerada un intèrpret distingida, especialment de les heroïnes de Verdi, i creà el personatge de Lidia a La battaglia di Legnano, que Verdi escrigué expressament per a ella.
La seva filla Giuseppina Borsi de Giuli fou una distingida mezzosoprano que actuà al Liceu de Barcelona.